# Caja de fondo automático

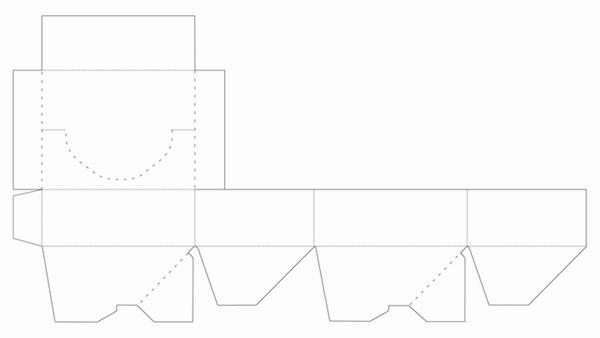
Cortante caja de fondo automático.

Caja cuyo fondo está formado por cuatro solapas unidas en grupos de dos mediante puntos de pegado. El envasador la recibe pegada y plegada y para montarla tan solo tiene que presionar sobre los vértices produciéndose así el encaje de las solapas. El sistema de cierre superior puede realizarse mediante solapas o mediante tapa incorporada.
Esta caja es muy segura para transportar todo tipo de materiales evitando la salida del producto.
La caja de fondo automático se fabrica habitualmente en cartoncillo o cartón ondulado.
- Datos: Q5739451